# グーテンベルガ (小惑星)
グーテンベルガ (777 Gutemberga) は、小惑星帯の小惑星である。ハイデルベルクのケーニッヒシュトゥール天文台で、ドイツの天文学者フランツ・カイザーが発見した。
活版印刷の発明者ヨハネス・グーテンベルクに因んで命名された。